# Giovanni Battista Venturi

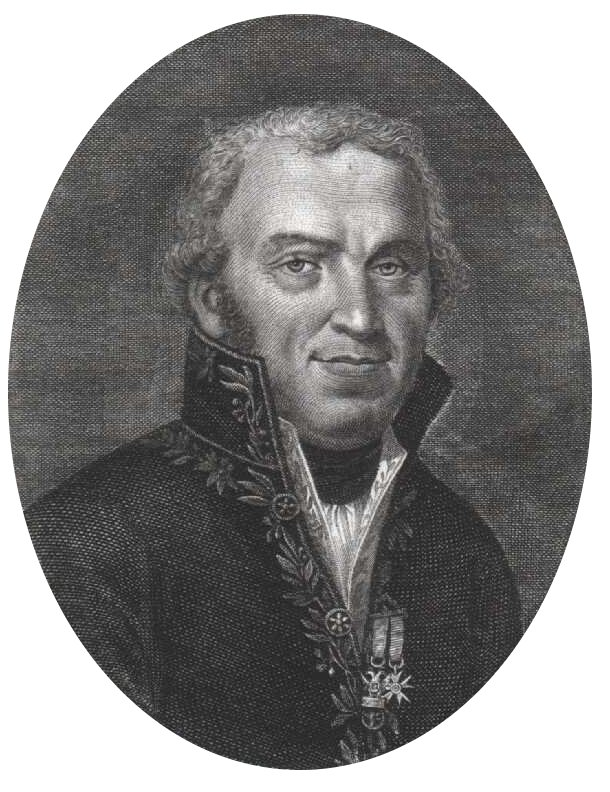
Giovanni Battista Venturi

Giovanni Battista Venturi (* 1746 in Bibbiano; † 1822 in Reggio nell’Emilia) war ein italienischer Physiker, Ingenieur und Erfinder sowie Diplomat der Cisalpinischen Republik.
Als Physiker befasste er sich vor allem mit Optik, Farbenlehre und Hydrodynamik.
Er ist der Entdecker des nach ihm benannten Venturi-Effekts. Außerdem entwickelte er die Venturi-Pumpe und die Venturi-Düse. Das Venturi-Verfahren wurde nach ihm benannt.

## Leben
Venturi war Schüler am Jesuiten-Kolleg in Reggio Emilia, wo er u. a. von Lazzaro Spallanzani und Bonaventura Corti unterrichtet wurde. 1769 wurde er zum Priester geweiht und im selben Jahr als Lehrer für Logik, Metaphysik und Mathematik am Kolleg eingesetzt. 
Ab 1773/1774 lehrte er als Professor für Geometrie und Philosophie an der Universität Modena. 1776 wechselte er als Professor für Physik an die Militärakademie von Modena. 
1796, als Modena wie ganz Oberitalien unter französischer Verwaltung war, wurde er als Mitglied einer Delegation nach Paris geschickt.

Während seines Aufenthalts in Paris, der bis Oktober 1797 dauerte, nahm er Kontakt zu zahlreichen Pariser Wissenschaftlern und Gelehrten auf, darunter Jean-Baptiste Delambre, Joseph-Jérôme de Lalande, Gaspard Monge, den Chemiker Antoine-François de Fourcroy und den Physiker Jacques Charles.
Er erhielt Zugang zur Bibliothek des Institut de France und studierte dort die sogenannten Pariser Manuskripte Leonardos, die nach der Eroberung Mailands durch Napoleon als Kriegsbeute  der Biblioteca Ambrosiana entnommen und nach Paris verbracht worden waren. Unter ihnen finden sich diverse Texte zu Problemen der Optik, der Euklidischen Geometrie oder der Stereometrie. Venturi ordnete die Manuskripte und vergab ihnen die Nummern, unter denen sie noch heute geführt werden. 

Am 25. November 1796 hielt er am Institut National des Sciences et Arts einen Vortrag über physikalische und mathematische Untersuchungen Leonardo da Vincis, in dem er auf Studien und Beobachtungen Leonardos, die sich auf Physik, Astronomie, Geologie, Militärarchitektur und Methodik der Naturwissenschaften beziehen, eingeht. 
Der Vortrag erschien 1797 in Paris als Druck und ist die erste Untersuchung überhaupt, die sich mit der Mathematik und Physik Leonardos befasst.
Ebenfalls 1797 publizierte er in Paris die Recherches expérimentales sur le principe de la communication latérale du mouvement dans les fluide, die bereits 1799 in London in einer Übertragung ins Englische gedruckt wurden.
Zurück in Italien wurde er in die Legislative der Repubblica Cisalpina nominiert, der er von November 1797 bis August 1798 angehörte. 1798 übernahm er den Lehrstuhl für experimentelle Physik und Chemie an der Militärakademie von Modena. 
1801 wurde er als Diplomat der Repubblica Cisalpina in die Schweiz (Confoederatio Helvetica) geschickt und blieb dort bis 1813.
Nach seiner Rückkehr nach Italien widmete er sich vor allem der Herausgabe seiner in den letzten Jahren erarbeiteten vielfältigen Forschungsergebnisse.
1814 publizierte er in Bologna die Commentarj sopra la storia e le teorie dell’ottica, in der die erste Übersetzung der Diopta des Heron von Alexandria und ein Anhang über die Optik des Ptolomaeus enthalten ist.
1818 und 1821 erschienen bei Vincenzi in Modena die Memorie e lettere inedite finora o disperse di Galileo Galilei in zwei Bänden mit ausführlichen Anmerkungen Venturinis.

## Mitgliedschaften, Ehrungen
Venturi war Mitglied in mehreren wissenschaftlichen Gesellschaften, u. a. der Accademia degli Ipocondriaci in Reggio Emilia (1770), der Accademia dei Dissonanti in Modena (1778), der Accademia scientifica, gegründet von Gherardo Rangone (1784-94) und der Società italiana delle scienze (1786), wo er ab 1798 das Amt des Sekretärs bekleidete.

## Werke (Auswahl)
- Essai sur les ouvrages physico-mathématiques de Léonard de Vinci. Paris 1797.
- Recherches expérimentales sur le principe de la communication latérale du mouvement dans les fluides. Paris 1797, translated from French, London 1799 (Digitalisat)
- Indagine fisica sui colori. Modena 1801.
- Memoria intorno ad alcuni fenomeni geologici, Pavia 1817 (Digitalisat)
- Von dem Ursprung und den ersten Fortschritten des heutigen Geschützwesen, Denkschrift, gelesen im Institut den 8. Juni 1815, Berlin 1822 (Digitalisat)
- Commentarj sopra la storia e le teorie dell’ottica. Bologna 1814.
- Storia di Scandiano del cavaliere Giambatista Venturi gentiluomo reggiano, Modena 1822 (Digitalisat)
- Autobiografia. Carteggi del periodo elvetico (1801-1813). A cura di William Spaggiari. Parma: Studium Parmense 1984. (Testi e studi. 4.)